# Кумовая Яма
Кумовая Яма — деревня в Вяземском районе Смоленской области России. Входит в состав Исаковского сельского поселения. Население — 5 жителей (2007). 
Расположена в восточной части области в 18 км к востоку от Вязьмы, в 20 км восточнее автодороги Р132 Вязьма — Калуга — Тула — Рязань. В 3 км севернее деревни расположена железнодорожная станция Исаково на линии Вязьма — Калуга. 

## История
В годы Великой Отечественной войны деревня была оккупирована гитлеровскими войсками в октябре 1941 года, освобождена в марте 1943 года. 